# Adobe (empresa)
Adobe Inc. (pronunciado en inglés /əˈdoʊbi/), antes Adobe Systems Incorporated, es una empresa de software estadounidense con sede en San José (California, EE. UU.) fundada en diciembre de 1982 por John Warnock y Charles Geschke. Destaca en el mundo del software por sus programas de edición de páginas web, vídeo e imagen digital hoy presentes en una integración conocida como Adobe Creative Cloud o por su programa para ejecutar contenido multimedia Adobe Flash Player. Adobe desempeñó un papel significativo en comenzar la revolución de la autoedición cuando Apple Computer comenzó a utilizar PostScript para su línea de impresoras LaserWriter en 1985.
Acrobat  y el formato PDF tardaron en encontrar su lugar en el mercado, pero a medida que las aplicaciones iban integrándose las ventajas del PDF se fueron haciendo más evidentes y actualmente es el estándar en lo que a intercambio de documentos digitales se refiere.
Adobe no había conseguido desarrollar una aplicación de autoedición, por eso en 1994 adquirió Aldus, que producía Pagemaker, para competir con QuarkXPress, pero esto no fue suficiente y en 1999 fue presentado Adobe InDesign, que progresivamente ha ido ocupando lugares antes exclusivos de Quark, hasta convertirse a día de hoy, en el software por referencia en autoedición de documentos.
En 2003, Adobe compró Syntrillium Software 
el programa Cool Edit Pro, y lo mejoró en su versión Adobe Audition la cual actualmente compite con otros editores de audio de alto nivel, siendo uno de los más cómodos y completos.
En 2005, Adobe compró Macromedia, conocida empresa de software distribuidora de los programas Flash, Dreamweaver, Director, Fireworks, y Freehand entre otros por 3.400 millones de dólares (2.623 millones de euros) en acciones. Según Adobe, la combinación de ambas empresas potenciará la compatibilidad entre sus productos como, por ejemplo, PDF y Flash.
Mediante esta compra, los planes de Adobe pasan por intentar potenciar el desarrollo y la colaboración entre sus tecnologías, muy extendidas sobre todo en la Red.
Los accionistas de Macromedia reciben 0,69 acciones de Adobe en un intercambio libre de impuestos, lo que supone un precio de 41,86 dólares por cada acción según la cotización de finales del 2006 y una prima del 25%. Los accionistas de Macromedia controlan aproximadamente el 18% del grupo resultante.
El consejero delegado de Adobe, Bruce Chizen, que mantiene su cargo en el nuevo grupo, subrayó que los clientes están demandando aplicaciones de software integradas que les permitan crear, gestionar y suministrar un amplio rango de contenidos y aplicaciones, y que la combinación de ambas compañías, junto a la "funcionalidad complementaria" de PDF y Flash, dará a Adobe "la oportunidad de dar vida a esta visión con una plataforma tecnológica con capacidad para definir la industria".
El presidente y director ejecutivo de Adobe, Shantanu Narayen, mantiene su cargo, y el presidente y consejero delegado de Macromedia, Stephen Elop, pasa a formar parte del grupo como presidente mundial de operaciones.

## Finanzas
| Año  | Ingresos en millones US-$ | Ingreso Neto en millones US-$ | Precio por acción en US-$ | Empleados |
| ---- | ------------------------- | ----------------------------- | ------------------------- | --------- |
| 2005 | 1,966                     | 603                           | 30.77                     |           |
| 2006 | 2,575                     | 506                           | 35.60                     |           |
| 2007 | 3,158                     | 724                           | 41.97                     |           |
| 2008 | 3,580                     | 872                           | 35.33                     |           |
| 2009 | 2,946                     | 387                           | 28.63                     |           |
| 2010 | 3,800                     | 775                           | 31.21                     |           |
| 2011 | 4,216                     | 833                           | 31.12                     |           |
| 2012 | 4,404                     | 833                           | 32.67                     |           |
| 2013 | 4,055                     | 290                           | 46.80                     | 11,847    |
| 2014 | 4,147                     | 268                           | 67.45                     | 12,499    |
| 2015 | 4,796                     | 630                           | 80.97                     | 13,893    |
| 2016 | 5,854                     | 1,169                         | 97.32                     | 15,706    |
| 2017 | 7,302                     | 1,694                         | 144.00                    | 17,973    |
| 2018 | 9,030                     | 2,591                         | 226.24                    | 21,357    |
| 2019 | 11,178                    | 2,951                         | 490.564                   | 22,634    |
| 2020 | 12,806                    | 3,669                         |                           | 22,516    |

## Productos y tecnologías
Técnicamente, y con la adquisición de Macromedia, ahora Adobe está «en todos lados». Participa en las labores de preimpresión, posproducción de vídeo, audio y diseño web además de publicación en dispositivos móviles. La gran mayoría de los carteles publicitarios con fotografías u otro tipo de imágenes que se ven en la calle y en sitios web, fueron editados o modificados con Adobe Photoshop igualmente los gráficos vectoriales en ilustraciones y logos presentes en este tipo de soportes fueron hechos en Adobe Illustrator, sitios usan Flash como una plataforma para reproducir sus vídeos además de que muchos de los avisos promocionales animados y contenido interactivo en páginas web del mundo son «animaciones Flash», documentos en oficinas y/o una considerable cantidad de documentos en la web utilizan el formato PDF para su transporte.
Concretamente Adobe produce aplicaciones de nivel profesional destinadas, como se dijo anteriormente, al retoque fotográfico (Photoshop), dibujo vectorial (Illustrator), maquetación (InDesign), edición de vídeo y audio (After Effects, Premiere Pro, Audition, Soundbooth), documentos digitales (Acrobat), contenido web y multimedia
(Dreamweaver, Fireworks y Flash), entre otros. Al adquirir a Macromedia en 2005, Adobe amplió su portafolio con aplicaciones y tecnologías que se complementaban con las que ya poseía. Adobe también es distribuidor de tipografías digitales. En 2013, Adobe adquirió sistemas de seguridad de la compañía Artemis Global Security, dándole resultados óptimos, esto se debe a que varios de sus sistemas habían sido violados a principios del 2012.
Uno de los principales méritos de la empresa fue la creación del lenguaje PostScript, que es el lenguaje que usan las impresoras láser para imprimir correctamente.
Uno de los desarrollos más conocidos de Adobe es el formato PDF (formato de documento portátil, por sus siglas en inglés) y Adobe Acrobat, programa que trabaja con ese formato, y se distribuye en diferentes versiones: Adobe Reader (solo permite leer PDF y es gratuito) y Adobe Acrobat (se comercializa en ediciones estándar, profesional y extendida), que permite crear documentos y otras opciones sobre el formato.
En la actualidad Adobe es el distribuidor del Flash Player y encargado del desarrollo del formato SWF.
Sus productos se pueden adquirir por separado o en paquetes que incluyen varias aplicaciones que se integran entre sí, como el Adobe Creative Suite, del cual se esperaba una nueva versión (CS7), en 2013 se renovó por completo en el Adobe Creative Cloud, renombrándose los programas como Adobe Illustrator CC, Adobe Audition CC, Adobe Photoshop CC, etc. Ahora solo se puede obtener los programas con una suscripción en esta.
| - Adobe Creative Suite - Adobe Acrobat - Adobe Bridge - Adobe GoLive - Adobe Illustrator - Adobe InDesign - Adobe Photoshop - Adobe ImageReady - Adobe Stock Photos - Adobe Version Cue - Adobe Production Studio (Premium) - Adobe Soundbooth - Adobe Audition - Adobe Encore DVD - Adobe Illustrator - Adobe Production Studio (Standard) - Adobe After Effects - Adobe Bridge - Adobe Photoshop - Adobe Premiere Pro - Studio 8 - Flash - Dreamweaver - Fireworks - Adobe Contribute - Flashpaper | - Adobe AIR - Adobe Captivate - Adobe Central Output Server - Adobe Document Server - Adobe Document Policy Server - Adobe eBook Reader - Adobe Flash Player - Adobe Flash Builder - Adobe Form Manager - Adobe Form Server - Adobe FrameMaker - Adobe InCopy - Adobe Photoshop Lightroom - Adobe LiveCycle Barcoded Forms - Adobe LiveCycle Designer - Adobe LiveCycle PDF Generator - Adobe LiveCycle Document Security - Adobe LiveCycle Reader Extensions - Adobe LiveCycle Forms - Adobe LiveCycle Form Manager - Adobe LiveCycle Policy Server - Adobe LiveCycle Workflow - Adobe Output Designer - Adobe PageMaker - Adobe PDF JobReady | - Adobe Photoshop Album - Adobe Photoshop Album Starter Edition - Adobe Photoshop Elements - Adobe Premiere Elements - Adobe Reader - Adobe Source Libraries - Adobe SVG Viewer - Adobe VoCo - Adobe Web Output Pak - Adobe Story - Digital Negative Specification - Flash Player - Breeze - ColdFusion - Director - Authorware - FreeHand - Robohelp - Shockwave - Shockwave Player - JRun - Flash Communication Server - HomeSite - Central - FlashCast - MAGENTO eCommerce |

## Críticas

### Precios
Adobe ha sido criticada por sus prácticas de fijación de precios, con precios al por menor que llegan a ser hasta el doble en países no estadounidenses. Por ejemplo, es significativamente más barato pagar un boleto de avión de ida y vuelta a los Estados Unidos y comprar una colección específica de software de Adobe allí que comprarla localmente en Australia.
Después de que Adobe revelara los precios para la Creative Suite 3 Master Collection, que eran £1,000 más altos para los clientes europeos, se publicó una petición para protestar por "precios injustos" y fue firmada por 10,000 usuarios. En junio de 2009, Adobe aumentó aún más sus precios en el Reino Unido en un 10%, a pesar de la debilidad de la libra frente al dólar, y a los usuarios del Reino Unido no se les permitió comprar desde la tienda de EE. UU.
Los programas Reader y Flash de Adobe fueron incluidos en el artículo "Los 10 programas más odiados de todos los tiempos" por TechRadar.

### Seguridad
Los hackers han aprovechado las vulnerabilidades en los programas de Adobe, como Adobe Reader, para obtener acceso no autorizado a las computadoras. El reproductor Flash de Adobe también ha sido criticado por, entre otras cosas, sufrir problemas de rendimiento, uso de memoria y seguridad (ver críticas al reproductor Flash). Un informe de investigadores de seguridad de Kaspersky Lab criticó a Adobe por producir productos con las 10 principales vulnerabilidades de seguridad.
Se señaló que Adobe estaba espiando a sus clientes al incluir spyware en el software Creative Suite 3 y enviar silenciosamente datos de usuario a una empresa llamada Omniture. Cuando los usuarios se dieron cuenta, Adobe explicó lo que hacía el software sospechoso y admitió que "podría y debería hacer un mejor trabajo teniendo en cuenta las preocupaciones de seguridad". Más tarde, cuando se descubrió una falla de seguridad en Photoshop CS5, Adobe generó indignación al decir que dejaría la falla sin parchear, por lo que cualquiera que quisiera usar el software de manera segura tendría que pagar por una actualización. Después de una fuerte reacción, Adobe decidió proporcionar el parche de software.
Adobe ha sido criticada por instalar software no deseado, incluidas barras de herramientas de navegadores de terceros y escáneres de virus gratuitos, generalmente como parte del proceso de actualización de Flash, y por promover un programa de scareware de terceros diseñado para asustar a los usuarios para que paguen reparaciones del sistema innecesarias.
A partir de la versión CC es necesario estar logueado a una cuenta de Adobe para verificar el software, validar la suscripción y recibir futuras actualizaciones, anteriormente Adobe Aplication Manager, hoy Creative Cloud Desktop App, este servicio no puede ser desactivado ni desinstalado por el usuario a menos que deje de usar todos los productos de la compañía.
En 2021 fue descontinuado Adobe Flash Player por falta de actualizaciones de seguridad de los distintos navegadores web, principalmente Chrome y Firefox, con esto los pocos sitios de internet que utilizaban Flash desaparecieron, llevando al fin de una era de animaciones y juegos en la web.
En 2022 Adobe empezó a incluir en sus apps más recientes sin el consentimiento del usuario tanto en Windows como en Mac, un servicio llamado Genuine Service el cual se conecta a un servidor, para verificar si el software adquirido es obtenido de forma auténtica, si encuentra software vulnerado procede a su desactivación inmediata, mostrando ventanas emergentes para que se adquiera una licencia válida para continuar utilizando la suite.
En 2023 Adobe compró Allegorithmic, quedándose con los productos de la familia Substance Painter y Designer, pero incluyéndolos en una suscripción aparte de Creative Cloud, lo que desató la crítica de los usuarios por la retirada de funciones 3D en otras aplicaciones de la suite como Photoshop.
A partir de 2023, Dreaweaver la última app del viejo Macromedia queda sin actualizaciones por parte de Adobe, pero permitiendo su descarga para los usuarios por tiempo indefinido.
Una crítica hacia la suite CC es que el usuario no puede quedarse en una versión anterior de la suite teniendo que actualizarse a la versión más reciente, dándole el derecho total con cada nueva versión a Adobe de eliminar y retirar tecnologías, subir los requisitos mínimos y eliminar de la suscripción software que hoy en día ya no está disponible para su descarga desde su página oficial quedando fuera de la disponiblidad de los usuarios futuros.

### Violación de datos de clientes
El 3 de octubre de 2013, la compañía reveló inicialmente que se habían robado los datos sensibles y personales de 2.9 millones de clientes en una violación de seguridad que incluía información de tarjetas de crédito cifrada. Adobe posteriormente admitió que 38 millones de usuarios activos se vieron afectados y que los atacantes obtuvieron acceso a sus identificaciones y contraseñas cifradas, así como a muchas cuentas inactivas de Adobe. La compañía no dejó claro si toda la información personal estaba cifrada, como las direcciones de correo electrónico y físicas, aunque las leyes de privacidad en 44 estados requieren que esta información esté cifrada.
A fines de 2013, un archivo de 3.8 GB robado a Adobe y que contenía 152 millones de nombres de usuario, contraseñas cifradas de manera reversible e indicaciones de contraseña sin cifrar se publicó en AnonNews.org. LastPass, una firma de seguridad de contraseñas, dijo que Adobe no siguió las mejores prácticas para asegurar las contraseñas y no las había salado. Otra firma de seguridad, Sophos, mostró que Adobe usó un método de cifrado débil que permitía la recuperación de mucha información con muy poco esfuerzo. Según el experto en TI Simon Bain, Adobe ha fallado a sus clientes y 'debería avergonzarse'.
Muchas de las tarjetas de crédito estaban vinculadas al servicio de software por suscripción Creative Cloud. Adobe ofreció a sus clientes afectados en EE. UU. una membresía gratuita en un servicio de monitoreo de crédito, pero no se han realizado arreglos similares para los clientes fuera de EE. UU. Cuando ocurre una violación de datos en EE. UU., las sanciones dependen del estado donde reside la víctima, no de donde tiene su sede la empresa.
Después de robar los datos de los clientes, los ciberdelincuentes también accedieron al repositorio de código fuente de Adobe, probablemente a mediados de agosto de 2013. Debido a que los hackers adquirieron copias del código fuente de productos proprietarios de Adobe, podrían encontrar y explotar cualquier debilidad potencial en su seguridad, advirtieron los expertos en informática. El investigador de seguridad Alex Holden, director de seguridad de la información de Hold Security, caracterizó este hackeo de Adobe, que afectó a Acrobat, ColdFusion y numerosas otras aplicaciones, como "uno de los peores en la historia de EE. UU.".  Adobe también anunció que los piratas informáticos robaron partes del código fuente de Photoshop, lo que, según comentaristas, podría permitir a los programadores copiar sus técnicas de ingeniería y haría más fácil piratear los costosos productos de Adobe.
Publicado en un servidor de un grupo de hackers de habla rusa, la "divulgación de algoritmos de cifrado, otros esquemas de seguridad y vulnerabilidades de software pueden ser utilizados para eludir las protecciones de datos individuales y corporativos" y puede haber abierto la puerta a nuevos ataques de día cero. Los hackers ya utilizaron exploits de ColdFusion para llevarse los nombres de usuario y contraseñas cifradas de los clientes de PR Newswire, que se ha vinculado al hackeo de seguridad de Adobe. También utilizaron un exploit de ColdFusion para violar el tribunal del estado de Washington y exponer hasta 200,000 números de Seguro Social.

### Prácticas anticompetitivas
En 1994, Adobe adquirió Aldus Corp., un proveedor de software que vendía FreeHand, un producto competidor. FreeHand era una competencia directa para Adobe Illustrator, el editor de gráficos vectoriales principal de Adobe. La Comisión Federal de Comercio intervino y obligó a Adobe a vender FreeHand de nuevo a Altsys, y también prohibió a Adobe recomprar FreeHand o cualquier programa similar durante los siguientes 10 años (1994-2004). Altsys fue luego comprada por Macromedia, que lanzó versiones del 5 al 11. Cuando Adobe adquirió Macromedia en diciembre de 2005, detuvo el desarrollo de FreeHand en 2007, volviéndolo efectivamente obsoleto. Con FreeHand e Illustrator, Adobe controlaba los únicos dos productos que competían en el mercado de programas de ilustración profesional para sistemas operativos Macintosh.
En 2011, un grupo de 5,000 diseñadores gráficos de FreeHand se reunieron bajo el lema Free FreeHand y presentaron una denuncia civil por violación de leyes antimonopolio en el Tribunal de Distrito de los Estados Unidos para el Distrito Norte de California contra Adobe. La demanda alegaba que Adobe ha violado las leyes federales y estatales antimonopolio al abusar de su posición dominante en el mercado de software de ilustración gráfica vectorial profesional y que Adobe ha participado en una serie de actos y estrategias excluyentes y anticompetitivas diseñadas para eliminar a FreeHand, el competidor dominante del producto Illustrator de Adobe, en lugar de competir sobre la base del mérito del producto según los principios del capitalismo de mercado libre. Adobe no tuvo respuesta a las acusaciones y la demanda se resolvió finalmente. La comunidad de FreeHand cree que Adobe debería liberar el producto para una comunidad de código abierto si no puede actualizarlo internamente.

### Tarifas de cancelación
En abril de 2021, Adobe recibió críticas de usuarios de Twitter por las tarifas de cancelación de la empresa después de que un cliente compartiera un tuit mostrando que se le había cobrado una tarifa de cancelación de $291.45 por su suscripción a Adobe Creative Cloud. Muchos también mostraron sus tarifas de cancelación para Adobe Creative Cloud, lo que llevó a que muchos alentaran la piratería de productos de Adobe y/o la compra de alternativas con precios más bajos o el uso de software gratuito y de código abierto en su lugar. Además, ha habido informes de que cambiando las suscripciones es posible evitar pagar esta tarifa.

### Dolby
En 2019 Adobe lanzó un comunicado en que el que todos los usuarios que tuvieran versiones inferiores a CC 2018 debían actualizarse a la última versión de la suite o iban a ser demandados, debido a que Adobe había usado tecnología propietaría de Dolby alegando que no se había cambiando el modelo de regalías desde que salió al mercado la versión CS6. Las tecnologías anteriores de Dolby fueron retiradas de versiones posteriores de la suite.